# Neuroloma articum
Neuroloma articum là một loài rêu trong họ Andreaeaceae. Loài này được Spreng. mô tả khoa học đầu tiên năm 1825. Danh pháp khoa học của loài này chưa được làm sáng tỏ. 